# Jacques Le Lieur
Compléments
- Il est l'auteur du Livre des Fontaines en 1525

Jacques Le Lieur (né vers 1480, mort vers 1550), conseiller-échevin de la ville de Rouen, secrétaire-notaire du roi, poète palinodique rouennais.

## Biographie de Jacques Le Lieur

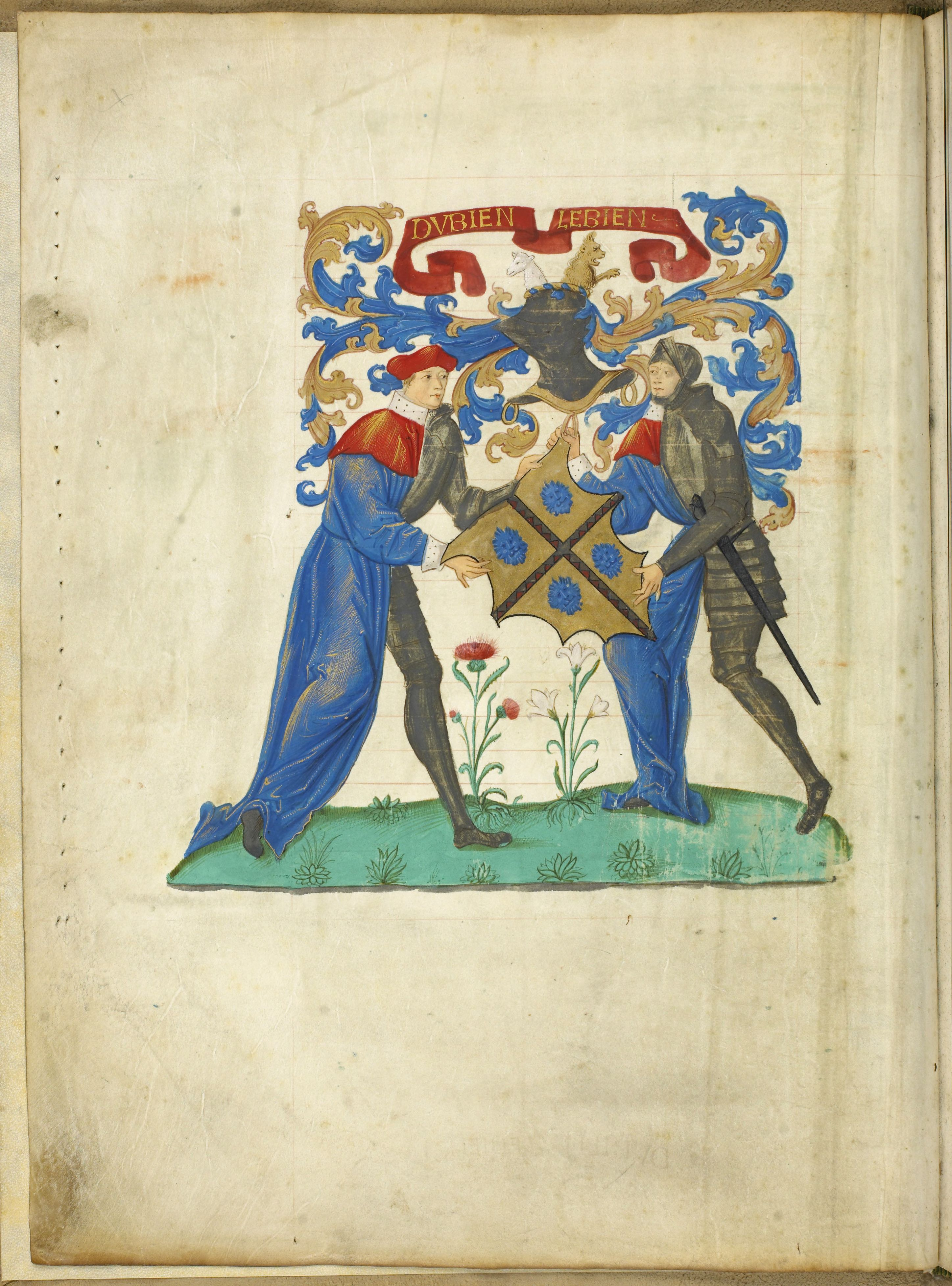
Armes de Jacques Le Lieur, en tête du Livre des Fontaines (folio 1v)

Jacques Le Lieur est issu d'une famille de notables rouennais, dont la plupart ont occupé des fonctions au sein de la ville de Rouen. Fils de Robert Le Lieur et de Jehanne Bonté, dame de Bresmetot, il est l’aîné de deux enfants, l'autre s'appelle Jehan. La famille habitait l'hôtel des Flacons, rue de la Savonnerie à Rouen. En 1502, Jacques Le Lieur s'intitule sieur du Bosc-Bénard-Commin, à la suite du décès de son oncle Jacques III, sans descendance. À la mort de sa mère, il y joint de Bresmetot.
Jacques Le Lieur épouse Jehanne Osmont et a eu deux enfants :
- François Le Lieur, chanoine de Rouen ;
- Antoine Le Lieur, seigneur de Bresmetot du Bosc-Bénard et d'Ouville-l'Abbaye. Il est élu député de la noblesse le 14 novembre 1550 aux États de Normandie.

Il adopte la devise : « Du bien le bien ».

### Jeunesse et formation
Jacques Le Lieur a effectué de solides études, probablement de droit. Dès sa jeunesse, il développe un goût pour les arts et les belles-lettres.
Il achète une charge de notaire-secrétaire du Roi, ce qui facilite son accession aux charges municipales.

## Fonctions auprès de la ville de Rouen
Le 4 juillet 1517, Jacques Le Lieur devient conseiller de l'assemblée des notables bourgeois de Rouen. À l'issue de son premier mandat, en 1520, il est reconduit pour trois ans. Après 1523, il continue de siéger au Conseil. En 1526, 1532 et 1541, il est réélu pour de nouveaux mandats.
Outre la réalisation du Livre des Fontaines, l'une de ses actions les plus remarquables est l'adoption de l'obligation, pour les conseillers en exercice, de présenter leurs comptes à la fin de leur mandat.
À plusieurs reprises au cours de ses mandats successifs, il est envoyé auprès du pouvoir royal pour négocier des abattements fiscaux et le maintien des droits et privilèges de la ville.
En 1542, avec l'absence du bailli et du lieutenant, il préside l'assemblée générale de la ville de Rouen. Il est député aux États de Normandie en 1542.

### LeLivre des Fontaines
Dans le cadre de ses activités, il coordonne la réalisation du Livre des Fontaines, entre 1519 et 1526. 

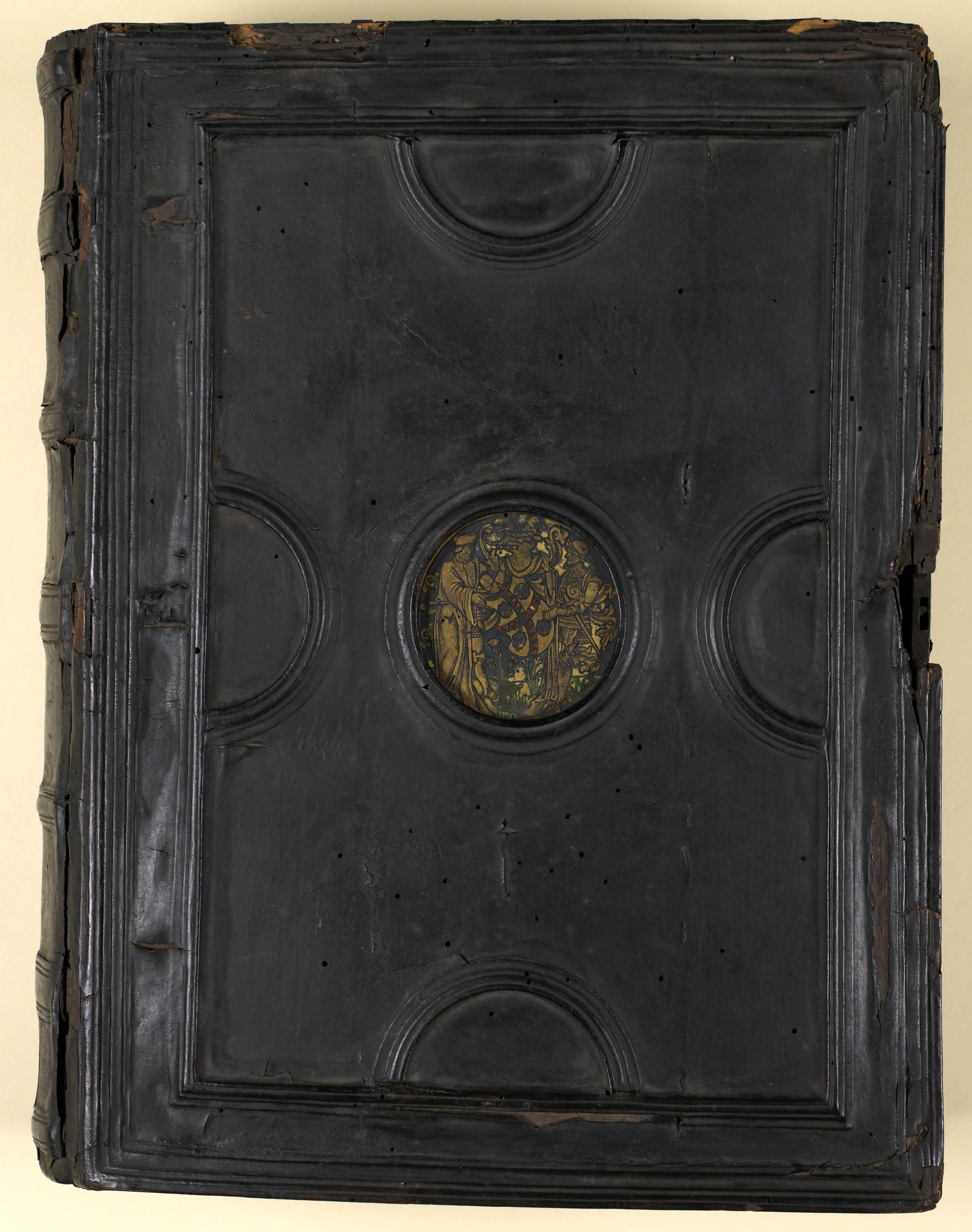
Coffret de bois aux armes de Jacques Le Lieur, destiné à contenir le Livre des Fontaines
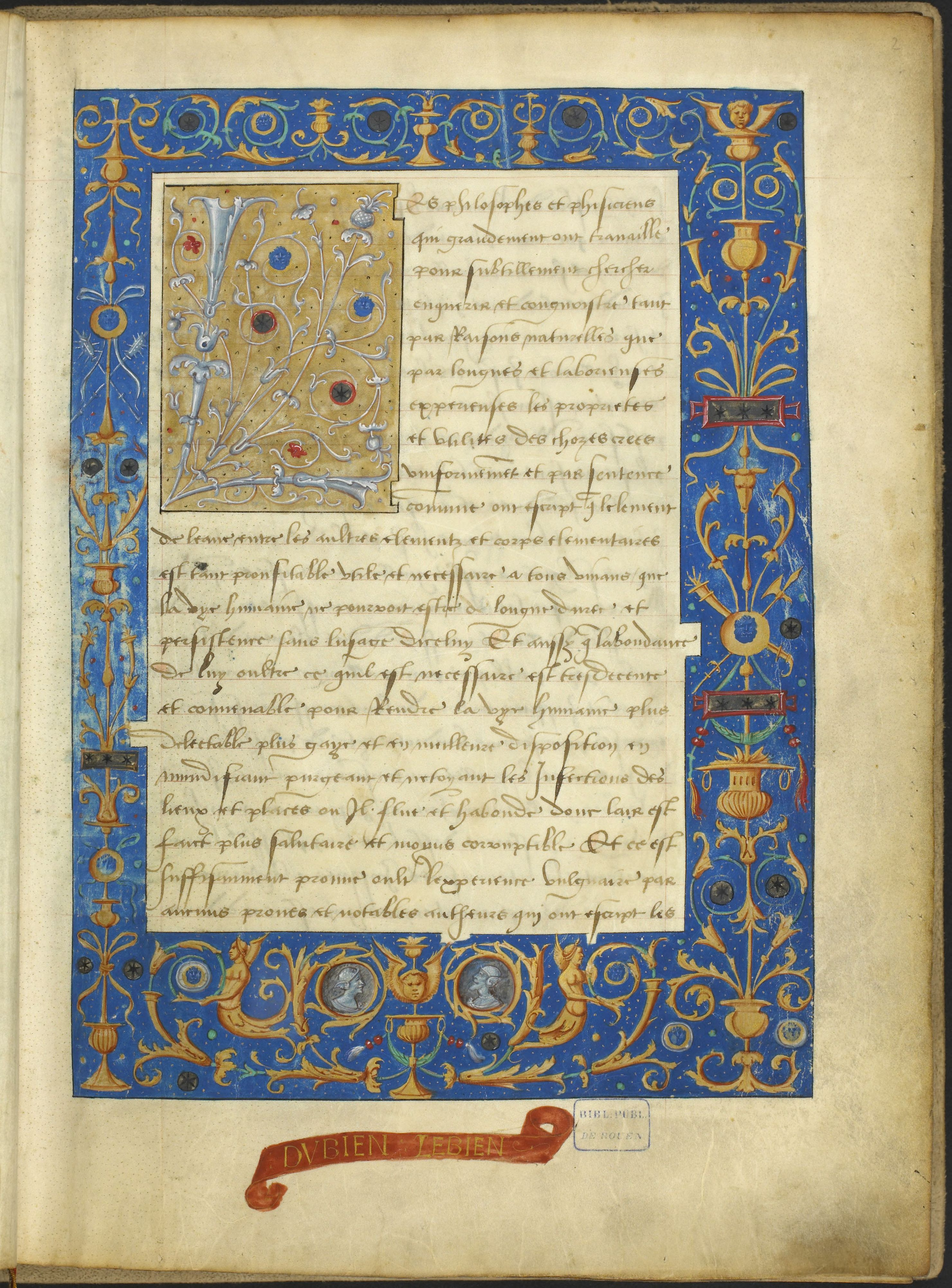
Folio enluminé du manuscrit du Livre des Fontaines
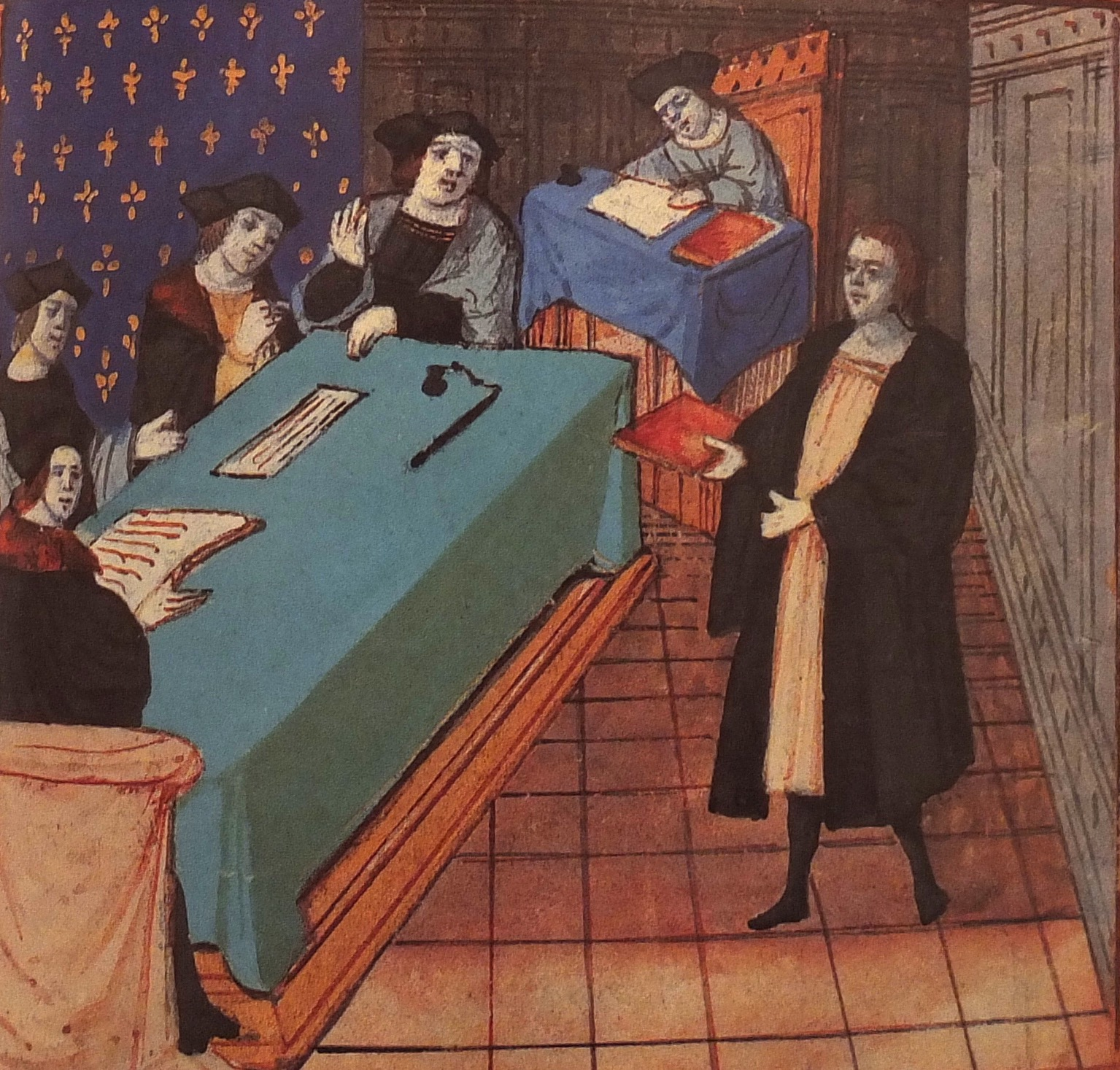
Miniature extraite de la Grande Vue de Rouen figurant Jacques Le Lieur remettant le Livre des Fontaines aux échevins de la ville en janvier 1526
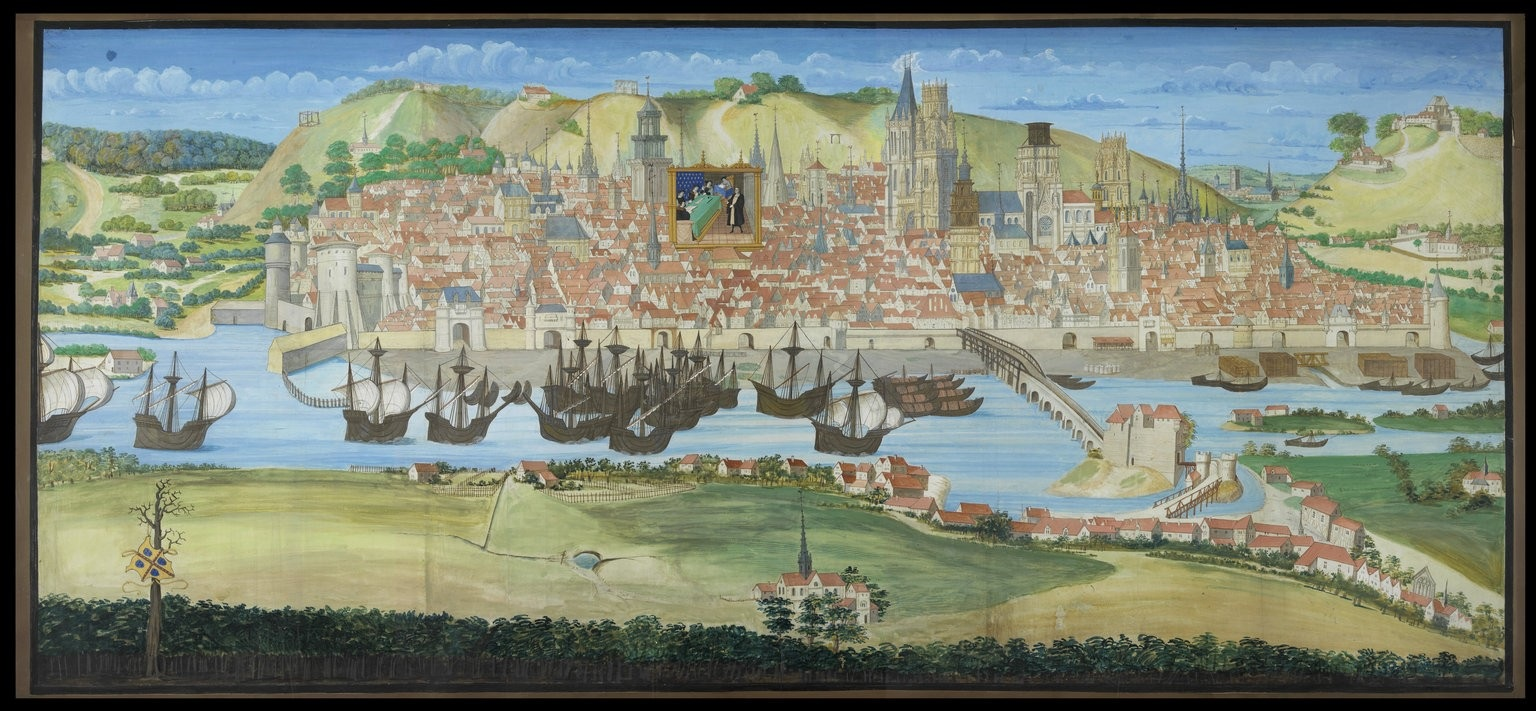
La Grande Vue de Rouen

La ville l'ayant chargé en 1519 d'une étude du réseau hydraulique de la ville, il la consigne dans un manuscrit qu'il fait ornementer d'enluminures, dont la célèbre Grande Vue de Rouen, première représentation panoramique de la ville. Afin d'être utile pour l'entretien des canalisations et aqueduc, Jacques Le Lieur fait réaliser des relevés cartographiques de chacune des trois principales alimentations en eau de la ville, Gaalor, Carville et Yonville, de la captation de la source jusqu'aux fontaines publiques.
En sa qualité de notaire et de secrétaire, Jacques Le Lieur a collationné les pièces d'archives permettant à la ville de faire valoir ses droits sur les sources et adductions.
Le fruit de son travail est remis aux échevins de la ville le 30 janvier 1526. Une miniature, insérée dans la Grande Vue de Rouen commémore l'événement.

## Les œuvres poétiques de Jacques Le Lieur
L'activité poétique de Jacques Le Lieur est liée à sa foi : il est l'auteur de poésies sacrées.
Il participe aux Palinods ou Puys, principalement à Rouen. Il est couronné en 1518 et 1522 à l'Académie des Palinods, et sera élu prince des Palinods en 1544. Il tient une correspondance avec Jean Bouchet et Nicolas Bourbon.
Il réalise divers chants royaux et poésies palinodiques :
- La Passion Nostre Seigneur ;
- Histoire d'Esther ;
- Oraison de Madame sainte Barbe ;
- Dialogue sur la Conception de la Vierge Marie entre la Nature humaine et la Vierge ;
- Oraison Montre-Dame ;
- Chant royal à l'honneur de la Vierge.
- Les blasons anatomiques du corps féminin[3], dont :
  - Le blason de la cuisse

## Mécène et bibliophile

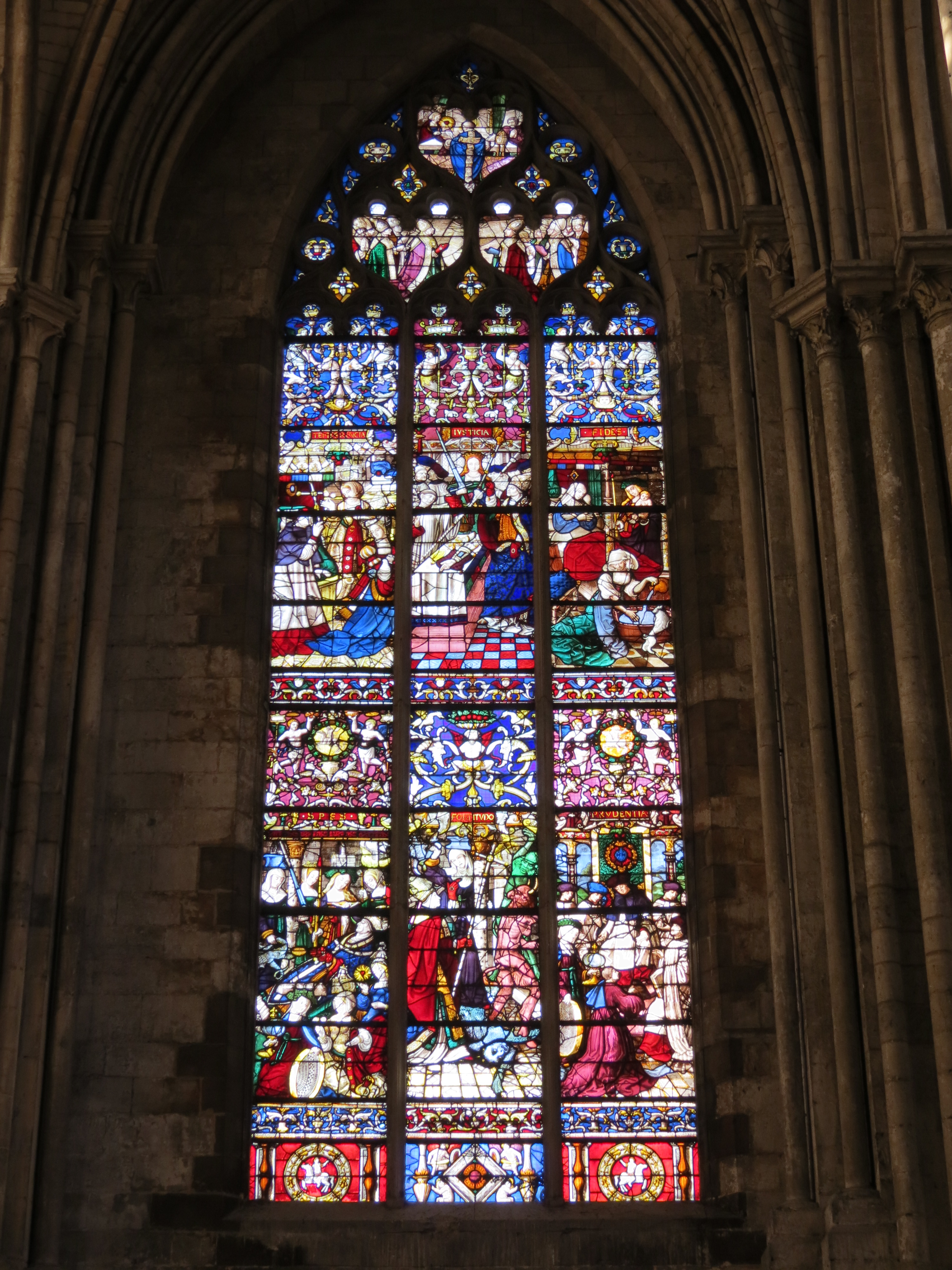
Panégyrique de saint Romain, baie 30 de la cathédrale de Rouen (actuelle chapelle Saint Joseph), commandé par Jacques Le Lieur.

Jacques Le Lieur a commandé et offert des vitraux à la cathédrale de Rouen, notamment une verrière illustrant les Vertus de saint Romain, connu sous le nom de panégyrique de saint Romain, exécutée en 1521. Il commande également des vitraux pour le chœur de l'église Saint-Ouen de Bosc-Bénard.
Plusieurs manuscrits enluminés pour son compte sont conservés : des recueils de poésie et un volume d'Heures manuscrites. Les ouvrages issus de sa collection sont aujourd'hui conservés à la Bibliothèque nationale de France, au musée Condé de Chantilly et à la bibliothèque patrimoniale de Rouen.

## Pour approfondir